# 杭県
杭県（こうけん）は、かつて中華民国と中華人民共和国に存在した県。現在の浙江省杭州市余杭区・西湖区・臨平区・上城区に相当する。

## 歴史
1912年（民国元年）2月、清の杭州府が廃されて、それまでの銭塘県と仁和県を統合して杭県が置かれた。1927年（民国16年）、杭県の中から6区が分離して杭州市が成立した。1949年（民国38年）、杭県が人民解放軍の手によって解放された後も杭県の枠組みは引き継がれたが、1958年4月、杭州市の郊区となった。